# Garrison Starr
Garrison Starr (29 aprile 1975) è una cantautrice statunitense.

## Discografia

### Album in studio
- 1996 - Stupid Girl (Red Fade)
- 1997 - Eighteen Over Me (Geffen)
- 1998 - 24-7 (Geffen)
- 2002 - Songs From Take off to Landing (Virgin/Back Porch Music)
- 2004 - Airstreams & Satellites (Vanguard)
- 2004 - Emusiclive at 9:30 Club (EMusic Live)
- 2005 - The Sound of You and Me (Vanguard)
- 2007 - The Girl That Killed September (Media Creature)

### Raccolte
- 2007 - Fans Greatest Hits, Vol. 1: Live (Junketboy)